# Berryz Kobo
Berryz Kobo (Berryz工房?  în sens strict 'Berryz Workshop', câteodata scris ca Berryz Kobo sau Berryz Kōbō) a fost o trupă de J-pop din cadrul proiectului Hello! Project. Cele 8 membre ale trupei sunt în mod original membre ale proiectului Hello! Project Kids și adeseori sunt întâlnite ca dansatoare de fundal în videoclipurile trupei W. Înainte de a se forma aceasta trupă, unele membre au lucrat cu alți membri ai grupului Morning Musume pentru proiecte ca Aa!, ZYX și în filmul Mini Moni: Okashina Daibouken.
Pe data de 14 ianuarie 2004 a fost anunțată pentru prima oară la Hello! Project Club Event formarea grupului Berryz Kobo. Hello! Project a promovat trupă prin lansarea a 3 single-uri în trei luni consecutive, începând cu "Anata Nashi de wa Ikite Yukenai" în luna martie 2004. Primul lor album, 1st Cho Berryz, a urmat trilogia single-urilor de debut în iulie 2004.
În februarie 2007 a fost anunțat concertul trupei Berryz Kobo la Saitama Super Arena pe data de 1 aprilie, veste ce a stat o perioadă de timp în fruntea noutăților. Cum faptul că biletele pentru cele două spectacole (20.000 de locuri) au fost epuizate cu aproape 2 luni înaintea premierei nu era de ajuns, evenimentul a marcat un record datorită faptului că Berryz Kobo a fost prima trupă ale cărei membre nu depășeau vârsta de 14 ani, astfel detronând grupul Morning Musume, al cărei medie de vârstă era de 16,3).

## Membri

### Foști membri
- Saki Shimizu (Lider)
- Momoko Tsugunaga
- Chinami Tokunaga
- Maasa Sudou
- Miyabi Natsuyaki
- Yurina Kumai
- Risako Sugaya
- Maiha Ishimura

## Discografie

### Single-uri
| #  | Titlu                                                                       | Informații |
| -- | --------------------------------------------------------------------------- | --- |
| 1  | Anata Nashi de wa Ikite Yukenai (あなたなしでは生きてゆけない?)             | - Data lansării: - 3 martie 2004 - 17 martie 2004 (Single V) - Voci principale: Miyabi Natsuyaki, Risako Sugaya - Voci secundare: Momoko Tsugunaga, Yurina Kumai - Centru: Momoko Tsugunaga |
| 2  | Fighting Pose wa Date ja nai! (ファイティングポーズはダテじゃない!?)        | - Data lansării: - 28 aprilie 2004 - 12 mai 2004 (Single V) - Voci principale: Risako Sugaya, Miyabi Natsuyaki - Voci secundare: Yurina Kumai, Momoko Tsugunaga - Centru: Momoko Tsugunaga |
| 3  | Piriri to Yukou! (ピリリと行こう!?)                                         | - Data lansării: - 26 mai 2004 - 9 iunie 2004 (Single V) - Centru: Risako Sugaya, Momoko Tsugunaga |
| 4  | Happiness ~Koufuku Kangei!~ (ハピネス～幸福歓迎！～?)                       | - Data lansării: - 25 august 2004 - 8 septembrie 2004 (Single V) - Voci principale: Miyabi Natsuyaki, Risako Sugaya - Voci secundare: Yurina Kumai, Momoko Tsugunaga - Centru: Risako Sugaya |
| 5  | Koi no Jubaku (恋の呪縛?)                                                   | - Data lansării: 10 noiembrie 2004 - Voci principale: Risako Sugaya, Miyabi Natsuyaki, Momoko Tsugunaga, Yurina Kumai - Centru: Risako Sugaya |
| 6  | Special Generation (スッペシャル ジェネレ～ション?)                         | - Data lansării: - 30 martie 2005 - 20 aprilie 2005 (Single V) - Voci principale: Miyabi Natsuyaki, Risako Sugaya - Voci secundare: Momoko Tsugunaga, Yurina Kumai - Centru: Miyabi Natsuyaki, Momoko Tsugunaga |
| 7  | Nanchuu Koi wo Yatteruu YOU KNOW? (なんちゅう恋をやってるぅ YOU KNOW??)     | - Data lansării: - 8 iunie 2005 - 22 iunie 2005 (Single V) - Voci principale: Miyabi Natsuyaki, Risako Sugaya, Momoko Tsugunaga - Voce secundară: Yurina Kumai - Centru: Miyabi Natsuyaki, Momoko Tsugunaga - Info: Tema de sfârșit a anime-ului "Patalliro Saiyūki" |
| 8  | 21ji Made no Cinderella (21時までのシンデレラ?)                             | - Data lansării: - 3 august 2005 - 17 august 2005 (Single V) - Voci principale: Miyabi Natsuyaki, Risako Sugaya - Voci secundare: Momoko Tsugunaga, Yurina Kumai - Centru: Miyabi Natsuyaki - Info: Ultimul single al Maiha Ishimura |
| 9  | Gag 100kaibun Aishite Kudasai (ギャグ100回分愛してください?)                | - Data lansării: - 23 noiembrie 2005 - 7 decembrie 2005 (Single V) - Voce principală: Momoko Tsugunaga - Voci secundare: Risako Sugaya, Miyabi Natsuyaki - Centru: Momoko Tsugunaga - Info: Tema de sfârșit a "Pretty Cure Max Heart Movie 2" |
| 10 | Jiriri Kiteru (ジリリ キテル?)                                              | - Data lansării: - 29 martie 2006 - 5 aprilie 2006 (Single V) - Voci principale: Momoko Tsugunaga, Miyabi Natsuyaki - Voce secundară: Risako Sugaya - Centru: Risako Sugaya |
| 11 | Waracchaou yo BOYFRIEND (笑っちゃおうよ BOYFRIEND?)                         | - Data lansării: - 2 august 2006 - 9 august 2006 (Single V) - Voci principale: Yurina Kumai, Momoko Tsugunaga - Voci secundare: Risako Sugaya, Miyabi Natsuyaki - Centru: Risako Sugaya, Momoko Tsugunaga |
| 12 | Munasawagi Scarlet (胸さわぎスカーレット?)                                  | - Data lansării: - 6 decembrie 2006 - 27 decembrie 2006 (Single V) - Voci principale: Miyabi Natsuyaki, Momoko Tsugunaga - Voce secundară: Risako Sugaya - Centru: Momoko Tsugunaga |
| 13 | VERY BEAUTY                                                                 | - Data lansării: - 7 martie 2007 - 28 martie 2007 (Single V) - Voci principale: Risako Sugaya, Miyabi Natsuyaki - Voce secundară: Yurina Kumai - Centru: Risako Sugaya |
| 14 | Kokuhaku no Funsui Hiroba (告白の噴水広場?)                                 | - Data lansării: - 27 iunie 2007 - 11 iulie 2007 (Single V) - Voci principale: Miyabi Natsuyaki, Risako Sugaya - Voci secundare: Momoko Tsugunaga, Yurina Kumai - Centru: Risako Sugaya |
| 15 | Tsukiatteru no ni Kataomoi (付き合ってるのに片思い?)                        | - Data lansării: - 28 noiembrie 2007 - Voci principale: Risako Sugaya, Miyabi Natsuyaki, Momoko Tsugunaga - Voci secundare: Yurina Kumai, Maasa Sudo - Centru: Risako Sugaya, Momoko Tsugunaga |
| 16 | Dschinghis Khan (ジンギスカン?)                                             | - Data lansării: - 12 martie 2008 - 26 martie 2008 (Single V) - Voce principală: Risako Sugaya - Voci secundare: Miyabi Natsuyaki, Momoko Tsugunaga - Centru: Risako Sugaya |
| 17 | Yuke Yuke Monkey Dance (行け 行け モンキーダンス?)                          | - Data lansării: - 9 iulie 2008 - 23 iulie 2008 (Single V) - Voce principală: Risako Sugaya - Voci secundare: Miyabi Natsuyaki, Momoko Tsugunaga, Chinami Tokunaga - Centru: Risako Sugaya |
| 18 | MADAYADE                                                                    | - Data lansării: - 5 noiembrie 2008 - 19 noiembrie 2008 (Single V) - Voci principale: Momoko Tsugunaga, Yurina Kumai, Chinami Tokunaga - Voci secundare: Risako Sugaya, Saki Shimizu, Maasa Sudo - Centru: Risako Sugaya |
| 19 | Dakishimete Dakishimete (抱きしめて 抱きしめて?)                            | - Data lansării: - 11 martie 2009 - 18 martie 2009 (Single V) - Voce principală: Risako Sugaya - Voce secundară: Miyabi Natsuyaki - Centru: Risako Sugaya |
| 20 | Seishun Bus Guide/Rival (青春バスガイド/ライバル?)                          | - Data lansării: - 3 iunie 2009 - 17 iunie 2009 (Single V) - Seishun Bus Guide: - Voci principale: Risako Sugaya, Momoko Tsugunaga - Voci secundare: Yurina Kumai, Miyabi Natsuyaki - Centru: Risako Sugaya - Info: Tema de sfârșit a Inazuma Eleven - Rival: - Voci principale: Risako Sugaya, Momoko Tsugunaga, Miyabi Natsuyaki - Voce secundară: Yurina Kumai - Centru: Miyabi Natsuyaki |
| 21 | Watashi no Mirai no Danna-sama/Ryuusei Boy (私の未来のだんな様/流星ボーイ?) | - Data lansării: - 11 noiembrie 2009 - 18 noiembrie 2009 (Single V) - Watashi no Mirai no Danna-sama: - Voci principale: Miyabi Natsuyaki, Risako Sugaya - Voci secundare: Momoko Tsugunaga, Yurina Kumai - Centru: Momoko Tsugunaga - Ryuusei Boy: - Voci principale: Risako Sugaya, Miyabi Natsuyaki - Voci secundare: Yurina Kumai, Momoko Tsugunaga - Centru: Momoko Tsugunaga           |

### Albume
| #     | Titlu                                                                               | Data lansării      | Tipul albumului |
| ----- | ----------------------------------------------------------------------------------- | ------------------ | --------------- |
| 1     | 1st Cho Berryz (1st 超ベリーズ?)                                                    | 7 iulie 2004       | Album de studio |
| 2     | Dai 2 Seichouki (第②成長記?)                                                        | 16 noiembrie 2005  | Studio          |
| (2.5) | Special! Best Mini ～2.5 Maime no Kare～ (スッペシャル!ベストミニ ～2.5枚目の彼～?) | 7 decembrie 2005   | Album mini      |
| 3     | 3 Natsu Natsu Mini Berryz (③夏夏ミニベリーズ?)                                      | 5 iulie 2006       | Mini            |
| 4     | 4th Ai no Nanchara Shisū (4th 愛のなんちゃら指数?)                                  | 1 august 2007      | Studio          |
| 5     | 5(FIVE)                                                                             | 10 septembrie 2008 | Studio          |

### Albume speciale
| # | Titlu               | Data lansării    |
| - | ------------------- | ---------------- |
| 1 | Special Best Vol. 1 | 14 ianuarie 2009 |

### DVD-uri
| #  | Titlu | Data lansării      |
| -- | --- | ------------------ |
| 1  | Single V "Anata Nashi de wa Ikite Yurenai" (シングルV「あなたなしでは生きてゆけない」?)                                                                                        | 17 martie 2004     |
| 2  | Single V "Fighting Pose wa Date ja nai!" (シングルV「ファイティングポーズはダテじゃない!」?)                                                                                   | 12 mai 2004        |
| 3  | Single V "Piriri to Yukō!" (シングルV「ピリリと行こう!」?) | 9 iunie 2004       |
| 4  | Single V "Happiness ~Kōfuku Kangei~" (シングルV「ハピネス～幸福歓迎!～」?) | 8 septembrie 2004  |
| 5  | 2004 Natsu First Concert Tour ~W Standby! Double You & Berryz Kobo! (2004夏 ファーストコンサートツアー～Wスタンバイ!ダブルユー&ベリーズ工房!?)                                 | 17 noiembrie 2004  |
| 6  | Berryz Kobo Singles V Collection 1 (Berryz工房 シングルVクリップス 1?) | 15 decembrie 2004  |
| 7  | Single V "Special Generation" (シングルV「スッペシャル ジェネレ〜ション」?) | 20 aprilie 2005    |
| 8  | Single V "Nanchū Koi wo Yatteru You Know?" (シングルV「なんちゅう恋をやってるぅ YOU KNOW?」?)                                                                                  | 22 iunie 2005      |
| 9  | Single V "21ji Made no Cinderella" (シングルV「21時までのシンデレラ」?) | 17 august 2005     |
| 10 | 2005 Shoka Hatsutandoku ~Marugoto~ (ライブツアー2005 初夏 初単独～まるごと～?)                                                                                                 | 22 septembrie 2005 |
| 11 | 2005nen Natsu W & Berryz Kobo Concert Tour "High Score!" (コンサートツアー「HIGH SCORE!」?)                                                                                    | 9 noiembrie 2005   |
| 12 | Single V " Gag 100kaibun Aishitekudasai (シングルＶ ｢ギャグ100回分 愛してください｣?)                                                                                           | 7 decembrie 2005   |
| 13 | Berryz Kobo Live Tour 2005 Aki ~Switch On!~ (ライブツアー 2005秋 ～スイッチ ON!～?)                                                                                            | 28 decembrie 2005  |
| 14 | Berryz Kobo Single Clips 2 (Berryz工房シングルVクリップス²?) | 22 februarie 2006  |
| 15 | Single V "Jiriri Kiteru" (シングルV｢ジリリ キテル｣?) | 5 aprilie 2006     |
| 16 | Berryz Kobo Concert Tour 2006 Haru ~Nyoki Nyoki Champion~ (コンサートツアー2006春～にょきにょきチャンピオン！～?)                                                              | 19 iulie 2006      |
| 17 | Single V "Waracchaō yo Boyfriend" (シングルV｢笑っちゃおうよBOYFRIEND｣?) | 18 august 2006     |
| 18 | Berryz Kobo Summer Concert 2006 『Natsu natsu - Anata wo Suki ninaru Sangensoku』 (サマーコンサートツアー2006『夏夏!~あなたを好きになる三原則~』?)                             | 25 octombrie 2006  |
| 19 | Single V "Munasawagi Scarlet" (シングルV｢胸さわぎスカーレット｣?) | 27 decembrie 2006  |
| 20 | Theater -Edo kara Chakushin!? ~Timeslip to Kengai~ (江戸から着信!?～タイムスリップto圏外!～?)                                                                                  | 17 ianuarie 2007   |
| 21 | Single V "Very Beauty" | 27 martie 2007     |
| 22 | Berryz Concert Tour 2007 Cherry Trees in Full Bloom Berryz Kobo Live - This is a Once in a Lifetime Event! (2007 桜満開 Berryz工房ライブ～この感動は二度とない瞬間である！～?) | 27 iunie 2007      |
| 23 | Single V MADAYADE | 5 noiembrie 2008   |

## Apariții

### Portofolii foto
- 1st Shashinshū "Berryz Kobo" (1st写真集「Berryz工房」?) (20 mai 2005)
- "Nyoki Nyoki Champion" - Berryz Kobo Live Photobook (「にょきにょきチャンピオン」?) (5 iulie 2005)
- "Seasonz" (「Seasonz」?) (2 august 2005)
- "Marugoto" - Berryz Kobo First Live Photobook (「まるごと」?) (25 august 2005)
- "Switch On" - Berryz Kobo Live Photobook (「スイッチON」?) (2 decembrie 2005)

### Televiziune
- Yoroshiku! Senpai (よろしく！先輩?) (4 ianuarie 2004 - 2 aprilie 2004)
- Futarigoto (二人ゴト?) (5 aprilie 2004 - 1 octombrie 2004)

### Concerte
2004
- 2004 Natsu First Concert Tour ~W Standby! Double You & Berryz Kobo! (2004年夏ファーストコンサートツアー～Wスタンバイ!ダブルユー＆ベリ－ズ工房!～?)

2005
- Berryz Kobo Live Tour 2005 Shoka Hatsu Tandoku ~Marugoto~ (Berryz工房ライブツアー2005初夏 初単独 ～まるごと～?)
- 2005 Natsu W & Berryz Kobo Natsu Concert Tour "High Score!" (2005年夏 W&Berryz工房 コンサートツアー 『HIGH SCORE!』?)
- Berryz Kobo Concert Tour 2005 Aki ~Switch On!~ (Berryz工房コンサートツアー2005秋 ～スイッチ ON!～?)

2006
- Berryz Kobo Concert Tour 2006 Haru ~Nyoki Nyoki Champion!~ (コンサートツアー2006春～にょきにょきチャンピオン！～?)
- Berryz Kobo Summer Concert Tour 2006 "Natsu Natsu! - Anata wo Suki ni Naru San Gensoku!" (サマーコンサートツアー2006『夏夏!～あなたを好きになる三原則～』?)

2007
- Berryz Kobo Concert Tour 2007 Natsu ~Welcome! Berryz Kyuuden~ (Berryz工房コンサートツアー2007夏 ～ウェルカム！Berryz宮殿～?)

2008
- Berryz Kobo Concert Tour 2008 Autumn ~Berikore!~
- 2008 Asia Song Festival

### Radio
- Berryz Kobo Kiritsu! Rei! Chakuseki! (Berryz工房 起立! 礼! 着席!?) (30 martie 2004)